# Gare de Marsac (Dordogne)
Pour les articles homonymes, voir Gare de Marsac.
La gare de Marsac (Dordogne) est une gare ferroviaire française de la ligne de Coutras à Tulle, située sur le territoire de la commune de Marsac-sur-l'Isle, près du centre-bourg, dans le département de la Dordogne en région Nouvelle-Aquitaine.
C'est une halte ferroviaire de la Société nationale des chemins de fer français (SNCF), desservie jusqu'en 2012 par des trains TER Aquitaine et rouverte fin 2022 afin d'être desservie par la Navette ferroviaire de Périgueux.

## Situation ferroviaire
Établie à 81 mètres d'altitude, la gare de Marsac (Dordogne) est située au point kilométrique (PK) 71,081 de la ligne de Coutras à Tulle, entre les gares de La Cave et de Périgueux.

## Histoire
La gare était desservie par des trains TER Aquitaine, qui effectuaient des missions entre les gares de Bordeaux-Saint-Jean et de Périgueux ; sa desserte est « provisoirement » suspendue, depuis 2012. Des travaux ont été effectués pour réhabiliter la halte et ses abords de façon à permettre sa réouverture au trafic passagers le 12 décembre 2022, en concordance avec la navette ferroviaire Mussidan-Niversac qui est en service depuis le mois de juillet.
La halte rouvre comme prévu le lundi 12 décembre 2022, à l'occasion du service horaire 2023.

## Fréquentation
La fréquentation de la gare est détaillée dans le tableau ci-dessous :
|           | 2022 | 2023  |
| --------- | ---- | ----- |
| Voyageurs | 128  | 5 094 |

## Galerie de photos

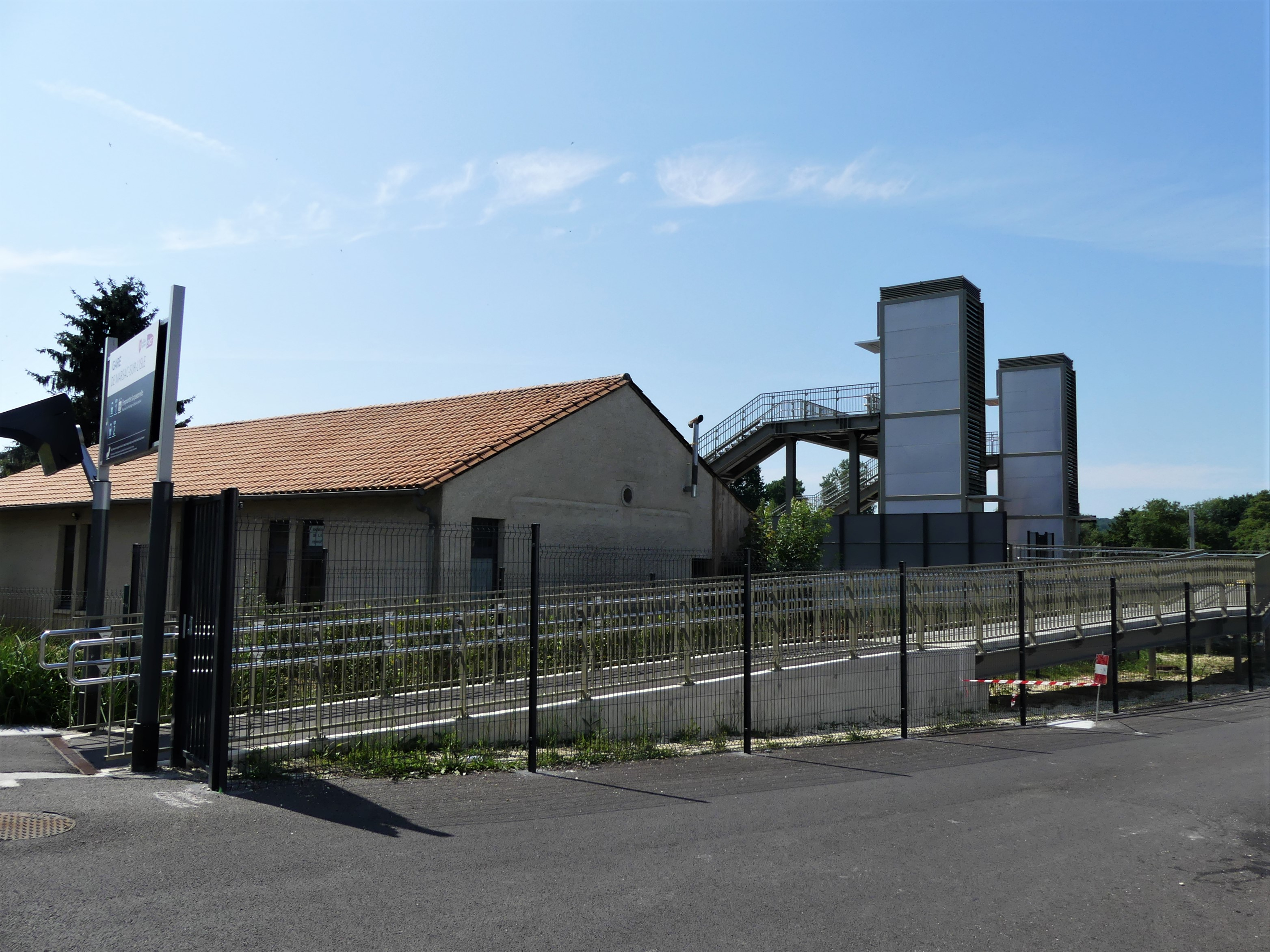
Accès piétons, côté nord de la gare.
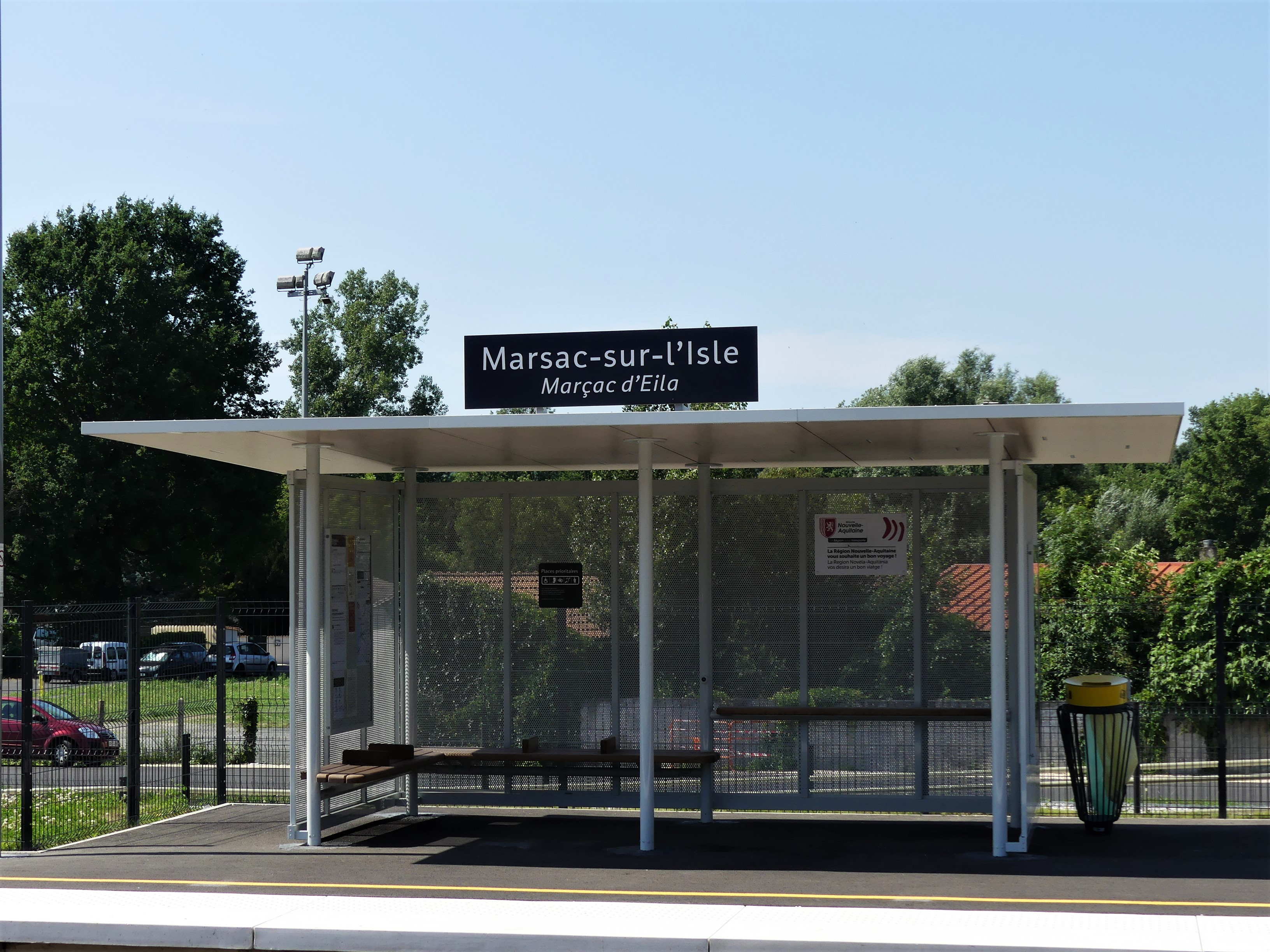
Abri voyageurs.
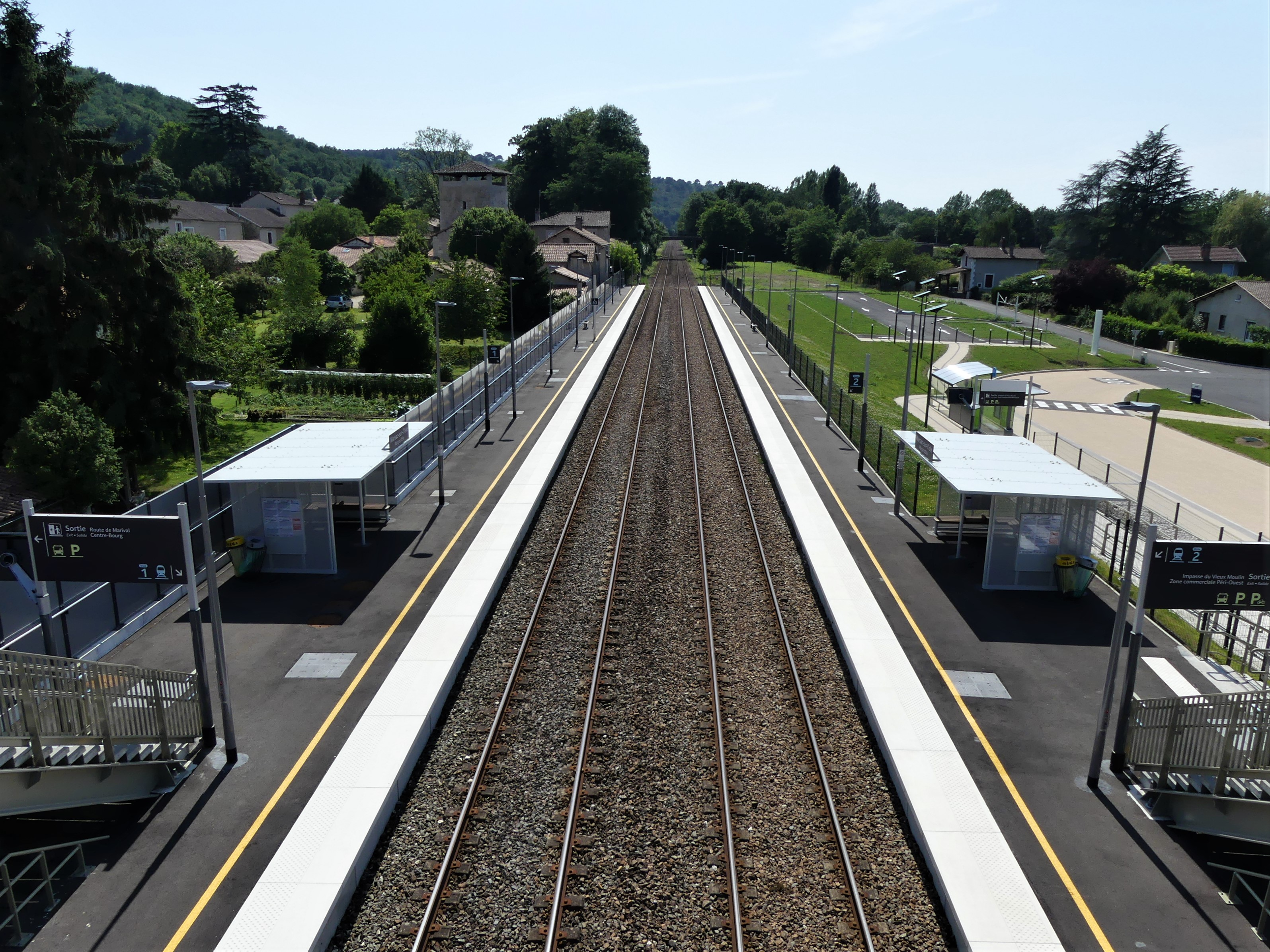
Les voies en direction de Mussidan.
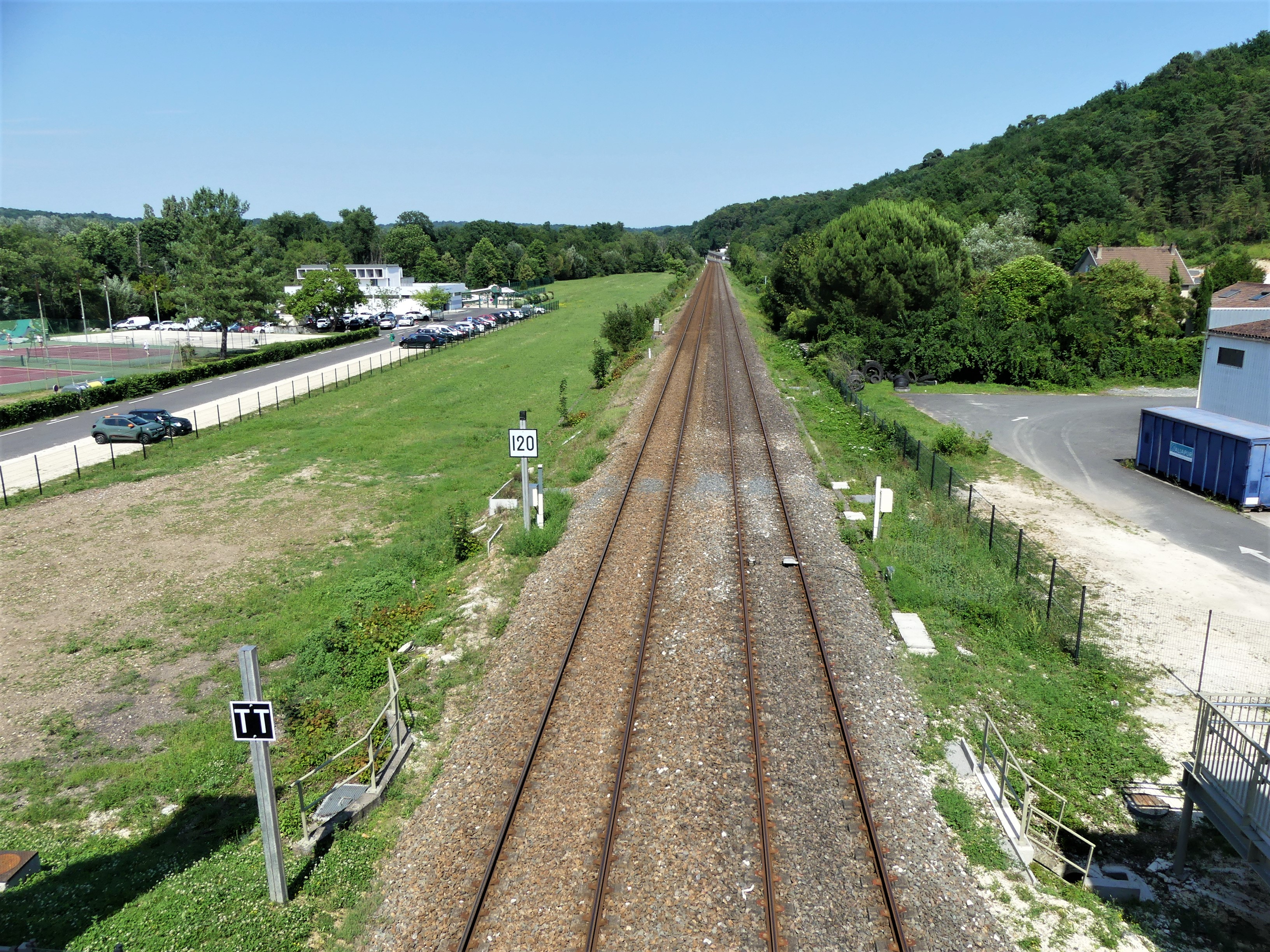
Les voies en direction de Périgueux au sortir de la gare.